# The Moon Is Rising
A The Moon Is Rising (magyarul: Felkel a Hold) Samanta Tīna lett énekesnő dala, mellyel Lettországot képviselte a 2021-es Eurovíziós Dalfesztiválon Rotterdamban. A dal belső kiválasztás során nyerte el a dalversenyen való indulás jogát.

## Eurovíziós Dalfesztivál
2020. február 8-án vált hivatalossá, hogy a lett műsorsugárzó által megrendezett nemzeti döntőt, a Supernovát Samanta Tīna nyerte meg, így őt választották az ország képviseletére a 2020-as Eurovíziós Dalfesztiválon. Március 18-án az Európai Műsorsugárzók Uniója bejelentette, hogy 2020-ban nem tudják megrendezni a versenyt a COVID–19-koronavírus-világjárvány miatt. A lett műsorsugárzó jóvoltából az énekesnő lehetőséget kapott az ország képviseletére a következő évben egy új versenydallal. 2021. március 9-én vált hivatalossá a dal címe, míg a versenydalt március 12-én mutatták be a dalfesztivál hivatalos YouTube-csatornáján.
Az Eurovíziós Dalfesztiválon a dalt először a május 20-án rendezett második elődöntőben adják elő, a fellépési sorrendben tizenötödikként, a finn Blind Channel Dark Side című dala után és a svájci Gjon’s Tears Tout l’Univers című dala előtt. Az elődöntőben a nézői szavazatok és a nemzetközi zsűrik pontjai alapján nem került be a dal a május 22-én megrendezésre került döntőbe. Összesítésben 14 ponttal a utolsó helyen végzett.